# Hennweiler
Hennweiler là một đô thị thuộc huyện Bad Kreuznach trong bang Rheinland-Pfalz, phía tây nước Đức. Đô thị Hennweiler có diện tích 14,11 km², dân số thời điểm ngày 31 tháng 12 năm 2006 là 1316 người.